# Analiza funkcjonalna
Analiza funkcjonalna – dział analizy matematycznej zajmujący się głównie badaniem własności przestrzeni funkcyjnych. Rozwinął się w trakcie studiów nad odwzorowaniami zwanymi transformacjami lub operatorami (przede wszystkim nad transformacją Fouriera) oraz równaniami różniczkowymi i całkowymi.
Słowo funkcjonał pochodzi z rachunku wariacyjnego, gdzie oznacza funkcję, której argument jest funkcją (ale wartość jest liczbą). Prawdopodobnie, od słowa „funkcjonał” pochodzi nazwa „analiza funkcjonalna”, chociaż w niej bada się także bardziej ogólne operatory, których zarówno argumenty jak i wartości są wektorami (to znaczy wartość może nie być liczbą). 
Pierwsze prace w obszarze analizy funkcjonalnej zostały napisane przez matematyka i fizyka Vito Volterrę, a jej ogólna teoria została stworzona przez polskiego matematyka Stefana Banacha.

## Przestrzenie badane w analizie funkcjonalnej
W ogólności analiza funkcjonalna zajmuje się również badaniem przestrzeni Frécheta i innych przestrzeni liniowo-topologicznych. Podstawowymi przestrzeniami badanymi w analizie funkcjonalnej są jednak unormowane zupełne przestrzenie liniowe nad ciałem liczb rzeczywistych lub zespolonych. Takie przestrzenie noszą nazwę przestrzeni Banacha. 
Przykładami przestrzeni Banacha są przestrzenie Hilberta, w których norma pochodzi od iloczynu skalarnego. Przestrzenie Hilberta mają podstawowe znaczenie w matematycznym sformułowaniu mechaniki kwantowej. 
Ważnym obiektem badań analizy funkcjonalnej są ciągłe przekształcenia (funkcjonały) liniowe na przestrzeniach Banacha i Hilberta. Badania własności przestrzeni takich funkcjonałów doprowadziły do sformułowania pojęć C*-algebr i innych algebr operatorów.
Przestrzenie badane w analizie funkcjonalnej są w szczególności przestrzeniami liniowymi, więc w pewnym sensie przedmiot badań analizy funkcjonalnej jest zbliżony do przedmiotu badań algebry liniowej. Niemniej jednak badania w tych dwóch dziedzinach mają całkiem różny charakter, głównie dlatego, że algebra liniowa jest zainteresowana własnościami algebraicznymi badanych przestrzeni i często ogranicza się do przestrzeni skończeniewymiarowych. W analizie funkcjonalnej struktura algebraiczna (choć ważna) ma drugorzędne znaczenie, a centralnymi obiektami są topologie, normy i iloczyny skalarne. Stąd też większość rozważanych przestrzeni jest nieskończeniewymiarowa, a stosowane metody mają często topologiczny czy nawet teoriomnogościowy charakter.

## Najważniejsze wyniki
Poniżej są wymienione główne i podstawowe wyniki z dziedziny analizy funkcjonalnej.
- Twierdzenie Banacha-Steinhausa (znane również jako zasada jednostajnej ograniczoności) dotyczy ograniczonych zbiorów operatorów.
- Twierdzenie spektralne podaje reprezentację operatorów samosprzężonych na przestrzeni Hilberta poprzez całki względem specjalnych miar spektralnych. Ma ono centralne znaczenie w matematycznym sformułowaniu mechaniki kwantowej.
- Twierdzenie Hahna-Banacha mówi o rozszerzaniu funkcjonałów z podprzestrzeni na całą przestrzeń, z zachowaniem normy. Jednym z wniosków jest nietrywialność przestrzeni dualnych.
- Twierdzenie Banacha o odwzorowaniu otwartym oraz twierdzenie o wykresie domkniętym.